# Robert Fico
Pour les articles homonymes, voir Fico.
Ne doit pas être confondu avec Roberto Fico, parlementaire italien
Robert Fico (prononcé [ˈrɔːbɛrt ˈfitsɔ]), né le 15 septembre 1964 à Topoľčany, est un homme d'État slovaque. Dirigeant de SMER – social-démocratie (SMER-SD), il est président du gouvernement de 2006 à 2010, de 2012 à 2018 et depuis 2023.
Fondateur de SMER-SD en 1999, il parvient progressivement à fédérer l'ensemble des partis de gauche slovaque. Il s'impose lors des élections législatives en 2006 en faisant campagne sur les laissés-pour-compte des politiques libérales menées depuis huit ans par la coalition gouvernementale de centre droit, et accède au pouvoir grâce à une alliance avec les nationalistes (SNS) et les populistes (ĽS-HZDS), ce qui lui vaut d'être suspendu du Parti socialiste européen (PSE).
Son mandat à la tête du gouvernement est marqué par une politique sociale plus généreuse, sans remise en cause des principales réformes et politiques de son prédécesseur. En 2010, il remporte de nouveau les législatives mais le centre droit gagne la majorité absolue des députés au Conseil national, conduisant à son remplacement par la libérale-conservatrice Iveta Radičová.
Il revient au pouvoir en 2012, SMER-SD ayant remporté la majorité absolue à des élections législatives anticipées. Reconduit en 2016 après que son parti a obtenu une majorité relative, il démissionne en 2018, à la suite de la crise générée par l'assassinat du journaliste Ján Kuciak.
Vainqueur des élections générales de 2023, il revient une nouvelle fois à la tête du gouvernement, ayant depuis plusieurs années réorienté le SMER sur une ligne nationale-populiste, russophile et xénophobe. En mai 2024, il est grièvement blessé par balles lors d'une tentative d'assassinat.

## Origines, formation et vie privée
Robert Fico est issu d'une famille plutôt modeste et a un frère, Ladislav, et une sœur, Lucia.
Après avoir étudié le droit à l'université Comenius de Bratislava, de 1982 à 1986, et décroché une maîtrise, il accomplit pendant un an son service militaire. En 1988, il obtient son diplôme juridique d'État. Il intègre dans la foulée l'institut d'État et de droit de l'Académie slovaque des sciences, où il passe avec succès un doctorat de droit pénal en 1992.
Marié à Svetlana Ficová et père d'un enfant, il parle anglais et russe, outre le slovaque.

## Carrière professionnelle
Robert Fico commence à travailler en 1986 au sein de l'Institut du droit du ministère de la Justice, et en devient directeur adjoint en 1992 pour trois ans. En 1994, il est choisi pour représenter le gouvernement de Slovaquie à la Cour européenne des droits de l'homme (CEDH), à Strasbourg, et à la Commission européenne des droits de l'homme, un poste qu'il occupe durant six ans.
Il est membre depuis 2000 de l'association slovaque du barreau, où il a représenté les victimes de crimes.

## Parcours politique

### 1987 - 1994: débuts
Robert Fico rejoint le Parti communiste tchécoslovaque en 1987, puis adhère au Parti de la gauche démocratique (SDĽ) lors de sa fondation par des anciens membres du Parti Communiste, en 1990.
Il est élu pour la première fois député au Conseil national de la République slovaque en 1992, et intègre la commission des Affaires constitutionnelles.

### 1994 - 2006: ascension
Robert Fico prend en 1994 la présidence du groupe du Parti de la gauche démocratique et devient membre de la délégation slovaque au Conseil de l'Europe, dont il sera même président de 1999 à 2001[réf. nécessaire]. En 1995, il est porté à la tête de la sous-commission des Prisons de la commission des Affaires constitutionnelles et il la conserve jusqu'en 2003.
Il est choisi en 1996 comme vice-président du SDĽ, qu'il quitte en 1999 pour fonder Direction - Social-démocratie, dont il est désigné président.
À la suite des élections législatives de 2002, il obtient un poste de membre de la commission parlementaire des droits de l'homme, des Minorités nationales et des Droits des femmes, et un siège d'observateur au Parlement européen, qu'il quitte en 2004.
En 2003, il a suivi une formation d'avocat de la défense auprès de la Cour pénale internationale (CPI).
Au cours de la campagne pour les élections anticipées du 17 juin 2006, il promet de maintenir la politique de rigueur budgétaire, nécessaire pour une adoption rapide de l'euro, tout en assurant vouloir augmenter les dépenses publiques, en particulier dans les secteurs de la santé et des retraites. Son discours se fonde sur la dénonciation des réformes économiques libérales entreprises par le centre droit au cours des huit années précédentes, qualifiées de « parcours sans faute » par l'OCDE, et promet de mettre fin à la corruption et de donner un coup d'arrêt aux privatisations. Le jour du scrutin, SMER-SD s'impose avec 50 sièges sur 150, deux fois plus que lors des précédentes élections.

### 2006 - 2010: premier mandat de président du gouvernement
Ayant réussi à former une coalition gouvernementale comptant 85 députés, Robert Fico est investi président du gouvernement le 4 juillet 2006 à la tête d'une alliance unissant son parti au Parti national slovaque (SNS, nationaliste) et au Parti populaire - Mouvement pour une Slovaquie démocratique (ĽS-HZDS, populiste). Le choix de ses partenaires entraîne la suspension de l'appartenance de SMER-SD au Parti socialiste européen (PSE), qui sera finalement levée. Âgé de 41 ans au moment de sa prise de fonction, il est alors le plus jeune à occuper ce poste.
Au cours de son mandat, il s'est bien gardé de remettre en cause les fondements de la politique économique de son prédécesseur, et a obtenu en 2007 la croissance record de 10,4 % du produit intérieur brut (PIB). Il a toutefois mis en œuvre une réforme du marché du travail pour le rendre moins favorable aux employeurs et réduit la taxe sur la valeur ajoutée sur les médicaments et les livres, soit beaucoup moins de produits que promis. Il a également aboli le « ticket modérateur », autrement dit les frais que les patients devaient payer lors de leur visite chez le médecin ou de leur passage à l'hôpital. Il a en outre essayé d'instaurer des péages routiers en 2010 mais a dû renoncer sous la pression des chauffeurs routiers.
Au niveau international, ses relations diplomatiques ont été compliquées du fait de ses deux partenaires de coalition. De ce fait, il a surtout renforcé ses liens avec la Serbie et la Russie. En 2007, il prend ainsi des positions en faveur de Vladimir Poutine lors du différend sur le bouclier anti-missile européen. Il a également joué sur la division ethnique du pays, en prenant régulièrement à partie la minorité magyare. À cet égard, la décision de l'Assemblée nationale de Hongrie d'accorder un passeport à tous les Magyars de souche l'a conduit à modifier la loi sur la nationalité slovaque, qui interdit désormais toute double nationalité. Il a de plus fait savoir qu'il était opposé à la déclaration unilatérale d'indépendance du Kosovo. C'est par ailleurs sous son mandat que la Slovaquie a rejoint la zone euro à partir du 1er janvier 2009, étant alors le premier pays de l'ex-bloc soviétique à adopter la monnaie unique européenne.
Entre le 23 juin et le 3 juillet 2009, il est ministre de la Justice par intérim.

### 2010 - 2012: dans l'opposition au gouvernement Radičová
Candidat à un second mandat lors des élections du 12 juin 2010, Robert Fico a fait campagne sur son bilan, notamment en matière de politique sociale, et sur le ressentiment anti-magyar, alimenté par la victoire de la Fidesz-Union civique hongroise aux élections législatives hongroises. Sa stratégie semble avoir été payante puisque le parti SMER-SD a décroché 62 sièges et 34 % des voix, en nette progression par rapport au précédent scrutin. Toutefois, le centre droit pris dans son ensemble réunit 79 élus sur 150, soit trois de plus que la majorité absolue.
Il est chargé le 13 juin 2010, par le président Ivan Gašparovič, de former le nouveau gouvernement, mais ne peut que constater son échec dix jours plus tard, ce qui le conduit à renoncer et annoncer sa démission de la direction du gouvernement après l'ouverture de la nouvelle session parlementaire, le 8 juillet. Remplacé par la libérale conservatrice Iveta Radičová, il est désigné le même jour par son parti pour devenir vice-président du Conseil national de la République slovaque.

### 2012 - 2018: deuxième passage à la tête du gouvernement

#### Deuxième mandat

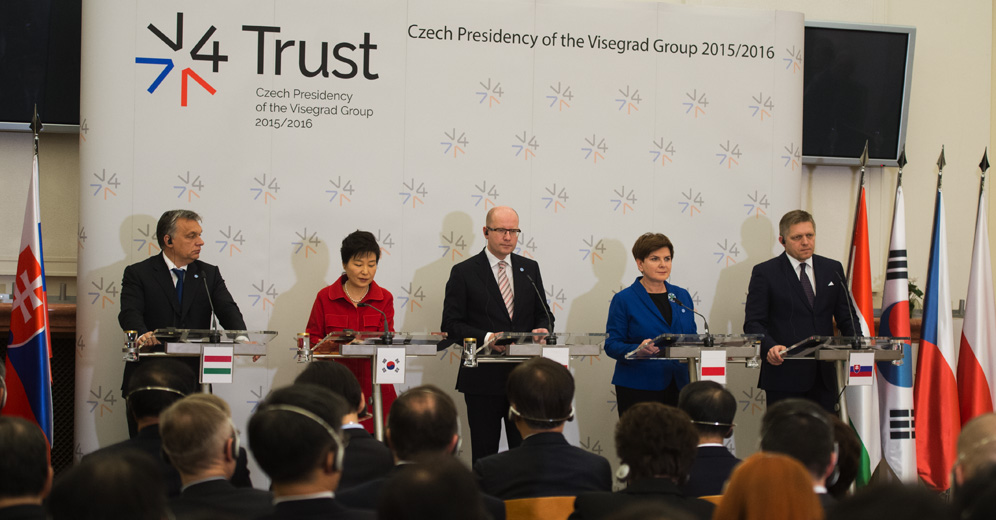
Robert Fico avec les dirigeants du groupe de Visegrád et de la Corée du Sud, en 2015.

Après le renversement du gouvernement d'Iveta Radičová, et sa démission le 11 octobre 2011, des élections législatives anticipées sont organisées le 10 mars 2012. Le parti SMER-SD obtient la majorité absolue au Conseil national avec 44,4 % des voix et 83 députés, ouvrant ainsi la voie à un nouveau gouvernement de Robert Fico. Pour la première fois depuis l'indépendance de la Slovaquie en 1993, la majorité absolue sera détenue par un seul parti. Le 15 mars 2012, il est chargé, par le président Ivan Gašparovič, de constituer le nouveau gouvernement.
Il est officiellement nommé président du gouvernement le 4 avril et présente aussitôt son gouvernement, où siègent quatre indépendants. Reconnaissant que son équipe devrait travailler dans la limite des mauvaises réalités économiques, il a réaffirmé son objectif d'une plus grande solidarité entre les riches et les pauvres.
Il fait voter, le 5 décembre 2012, par le Conseil national, une loi abolissant la flat tax. La réforme fiscale crée un taux d'impôt sur les sociétés de 23 %, en hausse de quatre points, et une seconde tranche d'impôt sur le revenu à 25 % pour ceux gagnant plus de 3 246 euros par mois. Une surtaxe de 5 % est créée au sujet des ministres, des parlementaires et du président de la République.
Robert Fico est candidat à l'élection du président de la République de mars 2014 pour le parti Direction - Social-démocratie. Au premier tour, il obtient 28 % des suffrages contre 24 % à l'indépendant Andrej Kiska et 21,2 % à l'indépendant Radoslav Procházka. Bien qu'il vire en tête, son avance est nettement moins importante qu'anticipée par les sondages. Avec 40,6 % des voix au second tour deux semaines plus tard, il est battu par Kiska.
En septembre 2015, réagissant à la crise des migrants et aux quotas de migrants proposés par la Commission européenne pour chaque pays, il déclare que la Slovaquie n'a pas à « se prosterner » devant l'Allemagne ou la France pour suivre leurs avis et ne pas vouloir « cesser de parler des risques associés à la migration ». Il déclare également que l'islam n'a pas « vocation à s’implanter en Europe car il ne peut s’y intégrer » et affirme souhaiter « surveiller chaque musulman du pays »,,. Lors de sa campagne législative de 2016, il déclare : « Jamais je n’admettrai un seul musulman sur le territoire de la Slovaquie ». Sa rhétorique anti-migrants lui vaut le qualificatif d’« Orbán de gauche ».

#### Troisième mandat
Ayant perdu sa majorité absolue avec 28,3 % des suffrages exprimés et 49 députés à l'issue des élections législatives du 5 mars 2016, Robert Fico forme une coalition majoritaire hétéroclite rassemblant le Parti national slovaque (SNS) d'extrême droite, et Most-Híd et SIEŤ de centre-droit.
Le 16 mars, les quatre formations annoncent la répartition des ministères, sept revenant à SMER-SD et les six derniers aux trois autres partis. Le gouvernement Fico III est formellement nommé le 23 mars.
Le ministre des Transports issu de SIEŤ Roman Brecely remet sa démission dès le 30 août et se voit remplacé par Árpád Érsek, de MOST-HÍD, dès le lendemain. Deux jours plus tard, prenant acte du délitement de SIEŤ qui ne compte plus que deux députés, les trois autres partis de la coalition signent un nouvel accord qui restreint la majorité parlementaire à eux seuls, qui disposent toujours de la majorité absolue au Conseil national. Cette situation politique est sans précédent dans la récente histoire politique slovaque. Lors des élections régionales de novembre 2017, le SMER-SD accuse un net recul électoral et perd la direction de quatre régions, notamment au profit de candidats indépendants.
En 2017 et 2018, plusieurs mouvements sociaux de grande ampleur (particulièrement au sein de la jeunesse) ont lieu dans le pays. En avril 2017, une « grande marche anti-corruption » (Veľký protikorupčný pochod) rassemble ainsi plus de 5 000 étudiants dans les rues de Bratislava et quelques centaines dans les autres villes du pays pour réclamer la démission du président du gouvernement et de son ministre de l'Intérieur, Robert Kaliňák.

#### Démission
À la suite de l'assassinat du journaliste d'investigation Ján Kuciak — et sa compagne Martina Kušnírová — qui enquêtait sur les liens entre la mafia calabraise et le pouvoir slovaque, 25 000 manifestants se mobilisent à Bratislava et quelques milliers dans le reste du pays le 2 mars 2018,. Le mouvement prend rapidement de l'ampleur : le 9 mars, 40 000 personnes manifestent dans la capitale et plusieurs milliers d'autres dans tout le pays. Cela en fait la plus forte mobilisation populaire depuis la révolution de Velours en 1989.
Alors que le ministre de l'intérieur Robert Kaliňák annonce le 12 mars qu'il a l'intention de quitter ses fonctions, Robert Fico présente sa démission le 14 mars 2018. Dès le lendemain le président de la République Andrej Kiska demande à SMER-SD de désigner un nouveau chef de l'exécutif, les médias slovaques évoquant le nom du premier vice-président du gouvernement Peter Pellegrini, tandis que le président de Most-Híd Béla Bugar indique qu'un tiers des ministres sera remplacé dans le prochain cabinet. Le chef de l'État confirme quelques heures plus tard qu'il compte confier à Pellegrini la tâche de constituer le nouvel exécutif, subordonnant cette décision à la réception de la lettre de démission de Fico. Le 21 mars, le chef de l'État accepte une deuxième liste et annonce la nomination de Pellegrini pour le lendemain.

### 2020-2023: retour dans l'opposition
En 2020, Robert Fico réaligne le SMER sur des positions nationalistes de gauche, socialement conservatrice, antiaméricaines et anti-immigration tout en conservant des mesures sociale-démocrates.

### Depuis 2023: de nouveau à la tête du gouvernement

#### Débuts
En septembre 2023, le parti de Robert Fico arrive en tête des législatives avec 23% des suffrages. Son bon score intervient alors qu'il a promis la fin de l'aide à l'Ukraine dans la guerre russo-ukrainienne et qu'il met en cause les sanctions européennes à l'encontre de la Russie. « La Slovaquie et ses habitants ont des problèmes plus importants que l'Ukraine », déclare-t-il à la suite des résultats des élections. Selon le journal Les Échos, les États membres de l'Union européenne, « redoutent qu'un gouvernement mené par Fico ne devienne un allié plus ou moins explicite du Kremlin au sein même de l'Union européenne et de l'Otan, dont la Slovaquie est membre » alors que la Slovaquie a été l'un des pays qui a le plus aidé l'Ukraine.
Il prend la présidence effective du gouvernement le 25 octobre 2023, à la tête d'une coalition avec le parti de centre-gauche HLAS et le parti nationaliste SNS. Il lance très rapidement des purges dans la justice contre les magistrats menant des enquêtes le visant sur des pratiques de corruption.
Il se montre pro-américain après le retour au pouvoir de Donald Trump en janvier 2025. Il se rend aux Etats-Unis en février 2025 pour participer à la Conférence d'action politique conservatrice, où était également présent Viktor Orbán, le chef du gouvernement hongrois, dont il est proche.

#### Tentative d'assassinat
Le 15 mai 2024, Robert Fico est grièvement blessé par balles dans la ville de Handlová. Touché à quatre reprises (au niveau de l'estomac, des bras et des jambes), il est opéré par deux fois. Son pronostic vital est engagé pendant plusieurs jours. Il reprend l'exercice de ses fonctions en juillet suivant.